# HD 36160
HD 36160，又名BD+22 925，SAO 77220、HR 1831，是一颗恒星，视星等为6.29，位于銀經183.7，銀緯-6.29，其B1900.0坐标为赤經5h 24m 41.1s，赤緯+22° -6.29′ 5″。